# Pseudochironomus ploenensis
Pseudochironomus ploenensis är en tvåvingeart som först beskrevs av Jean-Jacques Kieffer 1921.  Pseudochironomus ploenensis ingår i släktet Pseudochironomus och familjen fjädermyggor.
Artens utbredningsområde är Tyskland. Inga underarter finns listade i Catalogue of Life.